# Viveka Eriksson
Viveka Eriksson o Viveca Eriksson (nacido el 18 de agosto de 1956) es una política finlandesa, de las islas autónomas Åland y primer ministro de Åland de 2007 a 2011.

## Visión general profesional
- Miembro del Lagting (parlamento de Åland) 2011 -
- Primer ministro, Gobierno de Åland 2007 - noviembre de 2011
- Primer vocera adjunta del Lagting (parlamento de Åland) 2005-2007
- Vocera del Lagting (parlamento de Åland) 2001-2005
- Primera vocera adjunta 2000-2001
- Miembro del Lagting (parlamento de Åland) 1995-2007
- Presidenta de los liberales de Åland desde 2003
- Miembro de la conferencia del vocero del Lagting 1999-2000,
- Vicevocero 2000-01 y nuevamente en 2005.
- Presidente del Comité de Finanzas 1999-2001
- Presidente del Grupo Parlamentario Liberal 1999-2001 y Presidente del Partido desde 2004.[2]

Eriksson fue la primera vocero mujer en la historia de Åland. Como dirigente de partido liberal de Åland, ganó las elecciones del 2007 y juró siendo la primera mujer en asumir el cargo.